# Нарита, Нагатика
Нагатика Нарита (яп. 成田長親; 1545 год — 24 января 1613 года) — японский военачальник «эпохи воюющих провинций» из раннего периода Эдо, прославившийся героической обороной замка Одавара с 500-ми воинами против 23-тысячной армии Тоётоми Хидэёси в 1590 году.
По мотивам исторической осады в 2011 году снят японский фильм «Плавающий замок» (傀儡之城).